# Thomaz Bellucci
Pour les articles homonymes, voir Bellucci.
Thomaz Cocchiarali Bellucci, né le 30 décembre 1987 à Tietê, est un joueur de tennis brésilien, professionnel de 2005 à 2023.
Comme la plupart des joueurs brésiliens, sa surface de prédilection est la terre battue. C'est d'ailleurs sur cette surface qu'il a gagné tous ses titres sur le circuit ATP et réalisé sa meilleure performance en tournoi du Grand chelem avec un huitième de finale à Roland-Garros 2010. Il est le premier Brésilien depuis Gustavo Kuerten à avoir passé la première semaine à Roland-Garros.

## Carrière
Thomaz Bellucci dispute ses premiers tournois sur le circuit Future au Brésil en 2003 et engrange de l'expérience. Il parvient à sa première finale en 2006 à Fortaleza, performance qu'il réédite à São Paulo. Sa progression s'accélère l'année suivante : il remporte un Future à Chapecó et se hisse en finale des Challenger de Bogota et de Cueca. Le Brésilien entame l'année 2008 pied au plancher : invité au tournoi ATP de Buenos Aires, il s'offre une première victoire contre un pensionnaire du top 100 (Werner Eschauer). Il glane dans la foulée le Challenger de Santiago. Sélectionné en Coupe Davis pour affronter la Colombie dans le cadre du barrage du groupe Amérique, il perd contre Santiago Giraldo après avoir mené 2 sets à 0. Le Brésil est néanmoins vainqueur de cette confrontation. Thomaz Bellucci gagne le dernier simple sans enjeu face à Juan Sebastian Cabal.
C'est le début d'une série de victoires ininterrompues de 18 matchs qui lui permet d'être sacré dans les Challenger de Florianópolis, Rabat et Tunis. Il gagne par la même occasion 69 places au classement en seulement six semaines et entre pour la première fois dans le top 100. Cette fulgurante ascension dans la hiérarchie mondiale lui ouvre les portes du tableau final de Roland-Garros. Il affronte d'entrée le triple tenant du titre Rafael Nadal avec qui il fait quasiment jeu égal dans le premier set[réf. nécessaire] (7-5, 6-3, 6-1). Seul Novak Djokovic parvient à marquer plus de jeux que lui sur le parcours victorieux de l'Espagnol. La semaine suivante, le Brésilien se qualifie en quart de finale du Challenger de Prostějov écartant au passage le numéro 13 mondial Tomáš Berdych.

### 2009. Premier titre en carrière
En février, il atteint la première finale de sa carrière à Costa do Sauipe, où il s'incline face à Tommy Robredo 3-6, 6-3, 4-6.
Début août, au tournoi de Gstaad en Suisse, il remporte la finale face à l'Allemand Andreas Beck en 2 sets (6-4, 7-62) alors issue des qualifications, en ayant battu notamment la tête de série no 1 Stanislas Wawrinka au deuxième tour. En fin d'année, il atteint les demi-finales à l'Open de Stockholm. Il finit l'année dans le top 40.

### 2010. Deuxième titre et premier huitième de finale enGrand Chelemà Roland-Garros
Dès janvier, il atteint les quarts de finale à l'Open de Brisbane et manque de peu de faire chuter Tomáš Berdych. À l'Open d'Australie, il atteint pour la première fois de sa carrière le second tour mais s'incline face à Andy Roddick après avoir néanmoins résisté à l'américain. En février, il bat Fernando González, numéro 11 mondial et tenant du titre à l'Open du Chili de Santiago, pour atteindre la troisième finale de sa carrière et finalement remporter son premier titre de la saison face à Juan Mónaco en trois sets.
À Roland-Garros, il se qualifie pour la première fois en deuxième semaine d'un Grand Chelem, en ayant battue notamment au troisième tour la tête de série no 14 Ivan Ljubičić, (7-64, 6-2, 6-4). Il s'incline en huitième de finale contre Rafael Nadal, 2e mondial, (2-6, 5-7, 4-6) aux deux derniers sets serrés, mais révélera au grand public le Brésilien lors de ce tournoi.

### 2011. Première demi-finale enMasters 1000à Madrid
Il atteint les demi-finales du Masters de Madrid alors 36e mondial, battu en 3 sets (6-4, 4-6, 1-6) par Novak Djokovic 2e mondial, futur vainqueur du tournoi. Mais après avoir battu en huitième Andy Murray 4e mondial (6-4, 6-2), puis Tomáš Berdych 7e mondial, (7-62, 6-3) en quart. Au tournoi de Roland-Garros, il s'incline au 3e tour face à Richard Gasquet en quatre sets.

### 2012. Troisième titre

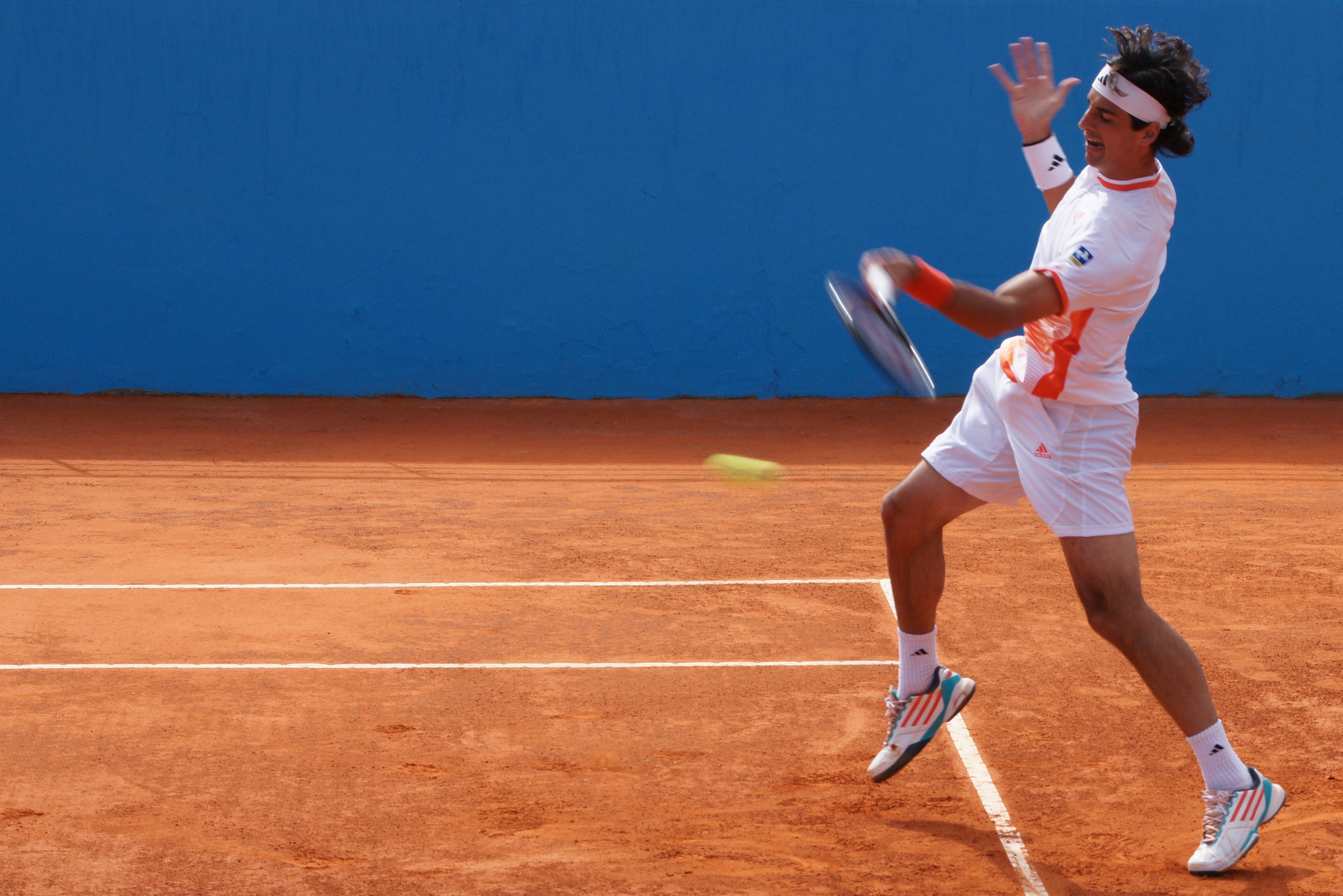
Thomaz Bellucci à l'Open de Nice 2012.

Il entame sa saison par l'Open d'Auckland, où il est battu au deuxième tour par le futur finaliste Olivier Rochus (66-7, 7-5, 65-7) après avoir battu Rui Machado (6-3, 7-63). À l'Open d'Australie, il s'incline au deuxième tour face à Gaël Monfils (6-2, 0-6, 4-6, 2-6) après avoir battu Dudi Sela (7-65, 6-4, 6-3).
Il enchaîne avec la tournée sud-américaine en commençant par l'Open du Chili. Exempté de premier tour, il s'incline d'entrée contre Federico Delbonis, passé par les qualifications (2-6, 5-7). Il participe ensuite à l'Open du Brésil où il s'incline en demi-finale face à Filippo Volandri (7-5, 0-6, 2-6) après avoir éliminé Ricardo Mello (6-0, 1-6, 6-3) et Leonardo Mayer (3-6, 6-2, 7-5).
Au Masters de Monte-Carlo, il bat au 2e tour David Ferrer, 5e mondial avant de s'incliner face à Robin Haase. Il est défait en cinq sets par Viktor Troicki au premier tour du tournoi de Roland-Garros.
Il perd face à Rafael Nadal lors du premier tour du Tournoi de Wimbledon (60-7, 3-6, 2-6).
Il s'adjuge ensuite son troisième titre sur le circuit, le deuxième à Gstaad face à Janko Tipsarević (66-7, 6-4, 6-2) où il domine le 8e mondial après avoir battu Blaž Kavčič (6-1, 6-1), Mikhail Youzhny, tête de série no 4 (4-6, 6-2, 6-4), Feliciano López (6-3, 6-3) et Grigor Dimitrov (7-63, 7-65).

### 2015. Quatrième titre
En février, au tournoi de Quito Bellucci s'incline en demi-finale (65-7, 5-7) face à Víctor Estrella Burgos.
Sur dur au Masters de Miami, il bat Lleyton Hewitt dans un gros match à suspense (7-5, 62-7, 6-4), puis la tête de série numéro 19, Pablo Cuevas (2-6, 6-2, 7-5) avant d'être vaincu par Alexandr Dolgopolov en deux sets.
Au Masters de Rome, alors issu des qualifications, il bat au premier tour Diego Schwartzman (6-4, 4-3 ab.), puis au deuxième tour, il sort vainqueur du match face à l'Espagnol Roberto Bautista-Agut, 19e mondial, (1-6, 6-1, 6-4). En huitième, il affronte Novak Djokovic, et à la surprise du public gagne le premier set 7-5 avant de lâcher progressivement, le Serbe retrouvant son jeu, pour perdre les deux sets suivants 6-2, 6-3 et donc le match. Mais Thomaz Bellucci a montré de bonnes choses lors de ce tournoi.
Puis la semaine suivante à Genève, il remporte le tournoi et gagne son 4e titre en carrière, le premier depuis près de 3 ans. Pour cela, il bat Márcos Baghdatís en trois sets, Denis Istomin, Albert Ramos-Viñolas et en demie Santiago Giraldo (6-3, 6-4). En finale, il affronte le Portugais João Sousa, qu'il bat (7-64, 6-4), confirmant sa bonne forme du moment.
Enfin à l'US Open, il signe un 3e tour en perdant face à Andy Murray en trois manches.

### 2016
En février, au tournoi de Quito Bellucci se qualifie pour la finale après avoir battu difficilement Pablo Carreño-Busta (7-60, 4-6, 6-2) et Paolo Lorenzi (3-6, 6-2, 6-3). Cependant il est vaincu comme l'année passée contre Víctor Estrella Burgos (6-4, 65-7, 2-6) après être passé non loin de la victoire finale.
Au Masters de Rome, il bat les Français Gaël Monfils, 14e mondial (6-3, 7-62) et Nicolas Mahut (6-4, 6-3) pour atteindre le même stade que l'an dernier. Retrouvant à nouveau le Serbe Novak Djokovic no 1 mondial, il gagne le premier set sur une bulle de façon surprenante, avant de perdre sèchement les deux manches suivantes 6-3 et 6-2, s'arrêtant encore une fois en huitième de finale.
En août aux Jeux olympiques chez lui à Rio de Janeiro, il bat les têtes de séries numéro 11 et 8 : Pablo Cuevas (6-2, 4-6, 6-3) et David Goffin (7-610, 6-4) dans un gros tie-break avec une ambiance folle dans le public, lui permettant de se qualifier pour les quarts de finale. Il perd malgré un bon match et avoir pris un set contre Rafael Nadal 5e mondial, (6-2, 4-6, 2-6).

### 2017
En février au tournoi de Quito, Thomaz Bellucci s'incline en demi-finale (64-7, 63-7) face à Víctor Estrella Burgos. Puis à l'ATP 500 de Rio de Janeiro, il bat au premier tour la tête de série numéro 1 et 5e mondial, Kei Nishikori (6-4, 6-3) en 1 h 20.
Il ne joue plus après l'US Open où il perd au premier tour et annonce en janvier 2018 qu'il est suspendu par l'ITF pour un contrôle antidopage positif réalisé lors du tournoi de Båstad en juillet 2017. Sa suspension de 5 mois s'étale du 1er septembre 2017 au 31 janvier 2018.

### 2023: Retraite
Le 12 janvier 2023, il annonce qu'il prendra sa retraite sa retraite après l'Open de Rio. Il perd au premier tour contre l'Argentin Sebastián Báez.

## Palmarès

### Titres en simple messieurs
| No | Date       | Nom et lieu du tournoi              | Catégorie | Dotation  | Surface      | Finaliste        | Score         |          |
| -- | ---------- | ----------------------------------- | --------- | --------- | ------------ | ---------------- | ------------- | -------- |
| 1  | 27-07-2009 | Allianz Suisse Open, Gstaad         | ATP 250   | 398 250 € | Terre (ext.) | Andreas Beck     | 6-4, 7-62     | Parcours |
| 2  | 01-02-2010 | Movistar Open, Santiago             | ATP 250   | 398 250 $ | Terre (ext.) | Juan Mónaco      | 6-2, 0-6, 6-4 | Parcours |
| 3  | 16-07-2012 | Crédit Agricole Suisse Open, Gstaad | ATP 250   | 358 425 € | Terre (ext.) | Janko Tipsarević | 6-7, 6-4, 6-2 | Parcours |
| 4  | 17-05-2015 | Geneva Open, Genève                 | ATP 250   | 439 405 € | Terre (ext.) | João Sousa       | 7-64, 6-4     | Parcours |

### Finales en simple messieurs
| No | Date       | Nom et lieu du tournoi                                        | Catégorie | Dotation  | Surface      | Vainqueur              | Score          |          |
| -- | ---------- | ------------------------------------------------------------- | --------- | --------- | ------------ | ---------------------- | -------------- | -------- |
| 1  | 09-02-2009 | Brasil Open, Costa do Sauípe                                  | ATP 250   | 505 000 $ | Terre (ext.) | Tommy Robredo          | 6-3, 3-6, 6-4  | Parcours |
| 2  | 15-10-2012 | Kremlin Cup, Moscou                                           | ATP 250   | 673 150 $ | Dur (int.)   | Andreas Seppi          | 3-6, 7-63, 6-3 | Parcours |
| 3  | 01-02-2016 | Ecuador Open, Quito                                           | ATP 250   | 463 520 $ | Terre (ext.) | Víctor Estrella Burgos | 4-6, 7-65, 6-2 | Parcours |
| 4  | 10-04-2017 | Fayez Sarofim & Co. US Men's Clay Court Championship, Houston | ATP 250   | 535 625 $ | Terre (ext.) | Steve Johnson          | 6-4, 4-6, 7-65 | Parcours |

### Titre en double messieurs
| No | Date       | Nom et lieu du tournoi | Catégorie | Dotation  | Surface      | Partenaire     | Finalistes                        | Score            |          |
| -- | ---------- | ---------------------- | --------- | --------- | ------------ | -------------- | --------------------------------- | ---------------- | -------- |
| 1  | 08-07-2013 | MercedesCup Stuttgart  | ATP 250   | 410 200 € | Terre (ext.) | Facundo Bagnis | Tomasz Bednarek Mateusz Kowalczyk | 2-6, 6-4, [11-9] | Parcours |

### Finales en double messieurs
| No | Date       | Nom et lieu du tournoi           | Catégorie | Dotation    | Surface      | Vainqueurs                          | Partenaire          | Score             |          |
| -- | ---------- | -------------------------------- | --------- | ----------- | ------------ | ----------------------------------- | ------------------- | ----------------- | -------- |
| 1  | 01-02-2016 | Ecuador Open Quito               | ATP 250   | 463 520 $   | Terre (ext.) | Pablo Carreño-Busta Guillermo Durán | Marcelo Demoliner   | 7-5, 6-4          | Parcours |
| 2  | 18-02-2019 | Rio Open by Claro Rio de Janeiro | ATP 500   | 1 786 690 $ | Terre (ext.) | Máximo González Nicolás Jarry       | Rogério Dutra Silva | 63-7, 6-3, [10-7] | Parcours |

## Parcours dans les tournois duGrand Chelem

### En simple
| Année | Open d'Australie | Open d'Australie | Internationaux de France | Internationaux de France | Wimbledon       | Wimbledon        | US Open         | US Open          |
| ----- | ---------------- | ---------------- | ------------------------ | ------------------------ | --------------- | ---------------- | --------------- | ---------------- |
| 2008  | —                | —                | 1er tour (1/64)          | Rafael Nadal             | 2e tour (1/32)  | Simon Stadler    | 2e tour (1/32)  | J. M. del Potro  |
| 2009  | 1er tour (1/64)  | Lu Yen-hsun      | 1er tour (1/64)          | M. Vassallo              | —               | —                | 2e tour (1/32)  | Gilles Simon     |
| 2010  | 2e tour (1/32)   | Andy Roddick     | 1/8 de finale            | Rafael Nadal             | 3e tour (1/16)  | Robin Söderling  | 2e tour (1/32)  | Kevin Anderson   |
| 2011  | 2e tour (1/32)   | Jan Hernych      | 3e tour (1/16)           | Richard Gasquet          | 1er tour (1/64) | Rainer Schüttler | 1er tour (1/64) | Dudi Sela        |
| 2012  | 2e tour (1/32)   | Gaël Monfils     | 1er tour (1/64)          | Viktor Troicki           | 1er tour (1/64) | Rafael Nadal     | 1er tour (1/64) | Pablo Andújar    |
| 2013  | 1er tour (1/64)  | Blaž Kavčič      | —                        | —                        | —               | —                | 1er tour (1/64) | R. Bautista-Agut |
| 2014  | 2e tour (1/32)   | J.-W. Tsonga     | 2e tour (1/32)           | Fabio Fognini            | —               | —                | 2e tour (1/32)  | S. Wawrinka      |
| 2015  | 1er tour (1/64)  | David Ferrer     | 2e tour (1/32)           | Kei Nishikori            | 1er tour (1/64) | Rafael Nadal     | 3e tour (1/16)  | Andy Murray      |
| 2016  | 2e tour (1/32)   | Steve Johnson    | 1er tour (1/64)          | Richard Gasquet          | 2e tour (1/32)  | Sam Querrey      | 1er tour (1/64) | Andrey Kuznetsov |
| 2017  | 1er tour (1/64)  | Bernard Tomic    | 2e tour (1/32)           | Lucas Pouille            | 1er tour (1/64) | Sebastian Ofner  | 1er tour (1/64) | Dustin Brown     |
| 2018  | —                | —                | 1er tour (1/64)          | Federico Delbonis        | —               | —                | —               | —                |

N.B. : à droite du résultat se trouve le nom de l'ultime adversaire.

### En double
| Année | Open d'Australie            | Open d'Australie             | Internationaux de France   | Internationaux de France | Wimbledon                      | Wimbledon                       | US Open                     | US Open                     |
| ----- | --------------------------- | ---------------------------- | -------------------------- | ------------------------ | ------------------------------ | ------------------------------- | --------------------------- | --------------------------- |
| 2008  | —                           | —                            | —                          | —                        | 1er tour (1/32) M. Daniel      | Petr Pála Igor Zelenay          | —                           | —                           |
| 2009  | —                           | —                            | —                          | —                        | —                              | —                               | 1er tour (1/32) M. Daniel   | Carsten Ball Chris Guccione |
| 2010  | 1er tour (1/32) André Sá    | Eric Butorac Rajeev Ram      | —                          | —                        | —                              | —                               | —                           | —                           |
|       |                             |                              |                            |                          |                                |                                 |                             |                             |
| 2012  | 1er tour (1/32) M. Melo     | P. Marx Adil Shamasdin       | —                          | —                        | 1er tour (1/32) C. Ball        | Daniele Bracciali Julian Knowle | 2e tour (1/16) João Souza   | Leander Paes Radek Štěpánek |
| 2013  | 1/4 de finale B. Paire      | Marcel Granollers Marc López | —                          | —                        | —                              | —                               | —                           | —                           |
|       |                             |                              |                            |                          |                                |                                 |                             |                             |
| 2015  | —                           | —                            | 1er tour (1/32) João Sousa | Jamie Murray John Peers  | 2e tour (1/16) G. Durán        | Rohan Bopanna Florin Mergea     | 2e tour (1/16) M. Demoliner | Tommy Haas Radek Štěpánek   |
| 2016  | 2e tour (1/16) M. Demoliner | T. C. Huey Max Mirnyi        | 1er tour (1/32) M. Kližan  | Vasek Pospisil Jack Sock | —                              | —                               | 1/8 de finale M. Demoliner  | Feliciano López Marc López  |
| 2017  | 1er tour (1/32) M. González | Rohan Bopanna Pablo Cuevas   | 1er tour (1/32) C. Berlocq | J.-J. Rojer Horia Tecău  | 1er tour (1/32) R. Dutra Silva | Fabrice Martin Daniel Nestor    | —                           | —                           |

N.B. : le nom du partenaire se trouve sous le résultat ; le nom des ultimes adversaires se trouve à droite.

### En double mixte
| Année | Open d'Australie | Open d'Australie | Internationaux de France | Internationaux de France | Wimbledon | Wimbledon | US Open | US Open |
| ----- | ---------------- | ---------------- | ------------------------ | ------------------------ | --------- | --------- | ------- | ------- |
| 2011  | —                | —                | 1/2 finale J. Gajdošová  | C. Dellacqua S. Lipsky   | —         | —         | —       | —       |

N.B. : le nom de la partenaire se trouve sous le résultat ; le nom des ultimes adversaires se trouve à droite.

## Parcours dans lesMasters 1000
| Année | Indian Wells             | Miami                    | Monte-Carlo               | Rome                      | Hambourg puis Madrid   | Canada               | Cincinnati           | Madrid puis Shanghai   | Paris                 |
| ----- | ------------------------ | ------------------------ | ------------------------- | ------------------------- | ---------------------- | -------------------- | -------------------- | ---------------------- | --------------------- |
| 2008  | —                        | —                        | —                         | —                         | —                      | 1er tour F. Verdasco | 1er tour I. Karlović | —                      | —                     |
| 2009  | 2e tour F. Verdasco      | 1er tour F. Santoro      | —                         | 1er tour F. López         | —                      | —                    | —                    | 2e tour F. González    | —                     |
| 2010  | 3e tour G. García        | 1/8 de finale N. Almagro | 1er tour Kohlschreiber    | 1/8 de finale N. Djokovic | 2e tour Juan Mónaco    | 1er tour E. Gulbis   | 2e tour M. Baghdatís | 2e tour D. Ferrer      | 2e tour N. Davydenko  |
| 2011  | 3e tour T. Berdych       | 2e tour J. Blake         | 1er tour G. Simon         | 1er tour P. Lorenzi       | 1/2 finale N. Djokovic | 2e tour R. Gasquet   | 1er tour F. Verdasco | 1er tour D. Toursounov | 1er tour A. Bogomolov |
| 2012  | 1/8 de finale R. Federer | 1er tour F. Gil          | 1/8 de finale Robin Haase | 1er tour M. Youzhny       | 1er tour R. Gasquet    | —                    | —                    | 1er tour M. Kližan     | 1er tour K. Anderson  |
| 2013  | 1er tour B. Tomic        | 3e tour A. Seppi         | 1er tour Kohlschreiber    | —                         | —                      | 1er tour M. Kližan   | 1er tour T. Robredo  | —                      | —                     |
|       |                          |                          |                           |                           |                        |                      |                      |                        |                       |
| 2015  | 1er tour S. Bolelli      | 3e tour A. Dolgopolov    | —                         | 1/8 de finale N. Djokovic | 2e tour John Isner     | 2e tour N. Djokovic  | 2e tour T. Berdych   | 1er tour M. Raonic     | 2e tour N. Djokovic   |
| 2016  | 2e tour Borna Ćorić      | 2e tour M. Kukushkin     | 1er tour G. García        | 1/8 de finale N. Djokovic | 1er tour M. Raonic     | —                    | —                    | —                      | —                     |
| 2017  | 1er tour P.-H. Herbert   | 2e tour John Isner       | —                         | 1er tour D. Goffin        | 1er tour P. Cuevas     | —                    | —                    | —                      | —                     |

N.B. : sous le résultat se trouve le nom de l’ultime adversaire.

## Records et statistiques

### Victoires sur le top 10
Thomaz Bellucci totalise 6 victoires face à des joueurs membres du top 10, dont 5 sur le top 8.
| Légende      |
| Grand Chelem |
| Masters 1000 |
| 500 Series   |
| 250 Series   |
| Coupe Davis  |

| # | T.B.  | Tournoi        | Année | Surface      | Adversaire        | Rang | Tour   | Score         |
| - | ----- | -------------- | ----- | ------------ | ----------------- | ---- | ------ | ------------- |
| 1 | no 36 | Acapulco       | 2011  | Terre battue | Fernando Verdasco | no 9 | 1/16   | 6-2, 4-6, 6-3 |
| 2 | no 36 | Madrid         | 2011  | Terre battue | Andy Murray       | no 4 | 1/8    | 6-4, 6-2      |
| 3 | no 36 | Madrid         | 2011  | Terre battue | Tomáš Berdych     | no 7 | 1/4    | 7-62, 6-3     |
| 4 | no 45 | Monte-Carlo    | 2012  | Terre battue | David Ferrer      | no 6 | 1/16   | 6-3, 6-2      |
| 5 | no 60 | Gstaad         | 2012  | Terre battue | Janko Tipsarević  | no 8 | Finale | 6-7, 6-4, 6-2 |
| 6 | no 76 | Rio de Janeiro | 2017  | Terre battue | Kei Nishikori     | no 5 | 1/16   | 6-4, 6-3      |

## Classements ATP en fin de saison
| Année          | 2004 | 2005 | 2006 | 2007 | 2008 | 2009 | 2010 | 2011 | 2012 | 2013 | 2014 | 2015 | 2016 | 2017 | 2018 | 2019 | 2020 | 2021 | 2022 |
| Rang en simple | 1447 | 864  | 578  | 199  | 90   | 36   | 31   | 37   | 33   | 125  | 65   | 37   | 61   | 113  | 242  | 325  | 281  | 406  | 905  |
| Rang en double | 1072 | 915  | 745  | 299  | 151  | 482  | 178  | 208  | 212  | 80   | 461  | 151  | 102  | 403  | 782  | 153  | 475  | 769  | –    |

Source : (en) Classements de Thomaz Bellucci sur le site officiel de la Fédération internationale de tennis